# 스즈키 이치로 (축구 선수)
스즈키 이치로(일본어: 鈴木 一朗, 1995년 8월 1일 ~ )는 일본의 축구 선수이다.

## 구단 경력
과거 그루자 모리오카에서 활동하였다.